# Gérard Darmon
Gérard Darmon, född 29 februari 1948 i Paris, är en fransk skådespelare.

## Roller i urval
- 1973 – Arsène Lupin, gentlemannatjuv (TV-serie)
- 1981 – Diva - dödligt intermezzo
- 1982 – Prinsar
- 1985 – On ne meurt que deux fois
- 1986 – Betty Blue - 37°2 på morgonen
- 2002 – Asterix & Obelix: Uppdrag Kleopatra
- 2002 – The Good Thief
- 2009 – Arthur och Maltazard (röst)
- 2010 – Arthur och de två världarna (röst)
- 2018 – Kärlek på hjul
- 2023 – Asterix & Obelix: I drakens rike